# Коджабашев, Христо
Христо Димитров Коджабашев (болг. Христо Димитров Коджабашев; 14 декабря 1888, София, Княжество Болгария — 18 февраля 1981, София, Народная Республика Болгария) — болгарский актёр театра и кино. Заслуженный артист Болгарии. Народный артист артист Болгарии (1974).

## Биография
В 1911—1912 годах обучался в театральной школе в Париже. Выступал на сцене Драматического театра в Русе (1915—1924, 1925—1926), в 1924—1925 годах — актёр драматического театра в Варне, в 1927—1928 годах — драматического театра в Пловдиве. С 1928 по 1961 год — артист столичного Национального театра Ивана Вазова.
Снимался в кино. Участвовал в съёмках 7 фильмов.

## Избранные театральные роли
Играл в пьесах национальной и зарубежной классики:
- «Отелло» Шекспира,
- «Дама с камелиями» Александра Дюма-сына,
- «Горе от ума» Грибоедов, Александр Сергеевич|А. М. Грибоедова,
- «Лес» А. Н. Островского,
- «Ревизор» Гоголя,
- «Строители» П. Тодорова,
- «Към пропаст» И. Вазова,
- «Три сестры» А. Чехова.

## Фильмография
- 1931 — Могилы без крестов
- 1934 — Песня Балкан
- 1936 — Грамада
- 1938 — Страхил-воевода
- 1940 — Они победили
- 1944 — Болгарско-венгерская рапсодия
- 1952 — Данка

## Награды
- Орден Народной Республики Болгария 1 степени
- Орден «Святые Равноапостольные Кирилл и Мефодий»
- Заслуженный артист Болгарии
- Народный артист артист Болгарии (1974)